# Сабинина, Марина Дмитриевна
Марина Дмитриевна Сабинина (1917—2000) — советский и российский музыковед, критик, журналист. Педагог, профессор, доктор искусствоведения (1973). Заслуженный деятель искусств РСФСР (1989).

## Биография
Родилась в семье Д. А. Сабинина (1889—1951), ботаника, физиолога растений. Детство её прошло в Перми. В юные годы в летние месяцы сопровождала отца в командировки и экспедиции по Кавказу, Средней Азии. Повзрослев, совершала фольклорные экспедиции.
Систематические занятия начала в 14 лет, на фортепианном отделении Томского музыкального техникума, где одним из её педагогов была Берта Соломоновна Маранц.
В 1948 году окончила с отличием и занесением имени на мраморную доску у Малого зала историко-теоретическое отделение теоретико-композиторского факультета Московской консерватории, в 1951 году — аспирантуру там же под руководством Р. И. Грубера (кандидатская диссертация об опере «Семён Котко» С. С. Прокофьева). С 1948 года вела циклы лекций в вузах Москвы.
В 1953—1957 годах работала сотрудником редакции журнала «Советская музыка», где заведовала отделом музыкального театра. Много печаталась как в «своём» журнале, так и других — «Знамени», «Театре», в газетах «Правда» и «Советская культура». Рецензировала не только спектакли и концерты, но и конкурсы, смотры, фестивали, занималась музыкальной журналистикой. Имя М. Д. Сабининой приобрело широкую известность.
С 1960 года — младший, с 1964 года — старший научный сотрудник Института истории искусств АН СССР (Всесоюзного научно-исследовательского института искусствознания); проработала там около 40 лет.
В 1973 году получила степень доктора искусствоведения, защитив диссертацию на тему «Симфоническое творчество Шостаковича».
В 1965—1970 и 1974—1981 годах преподавала в Московской консерватории (с 1977 года — профессор). Вела курс музыкальной критики. Входила в худсовет Большого театра.
Выступала на зарубежных симпозиумах и конгрессах с докладами о советской музыке и современном музыкальном театре.
Автор популярных брошюр о С. С. Прокофьеве (1956) и Д. Д. Шостаковиче (1959). В 1960—1990-е годы публиковалась в многочисленных научных изданиях, ей принадлежат главы в коллективных многотомных трудах «История музыки народов СССР», «Музыка XX века», «История русской музыки» и др.
Первая жена выдающегося авиаконструктора Глеба Владимировича Александрова (1919—2014); дочь — врач Нина Глебовна Антохина (род. 1939).
Похоронен на Перепечинском кладбище (уч. 44).

## Основные работы
- «Семен Котко» и проблемы оперной драматургии Прокофьева. М., 1963;
- «Симфонизм Шостаковича. Путь к зрелости» (М., 1965);
- Шостакович-симфонист: Драматургия. Эстетика. Стиль. М., 1976;
- Модест Петрович Мусоргский. М., 1998 (в соавт. с Г. Л. Головинским);
- «Зарисовки разных лет» // «Музыкальная академия», 2003, № 1
- Проблема взаимодействия музыкального и драматического театров в XX веке. М., 2003.